# Ruth Abramowitsch

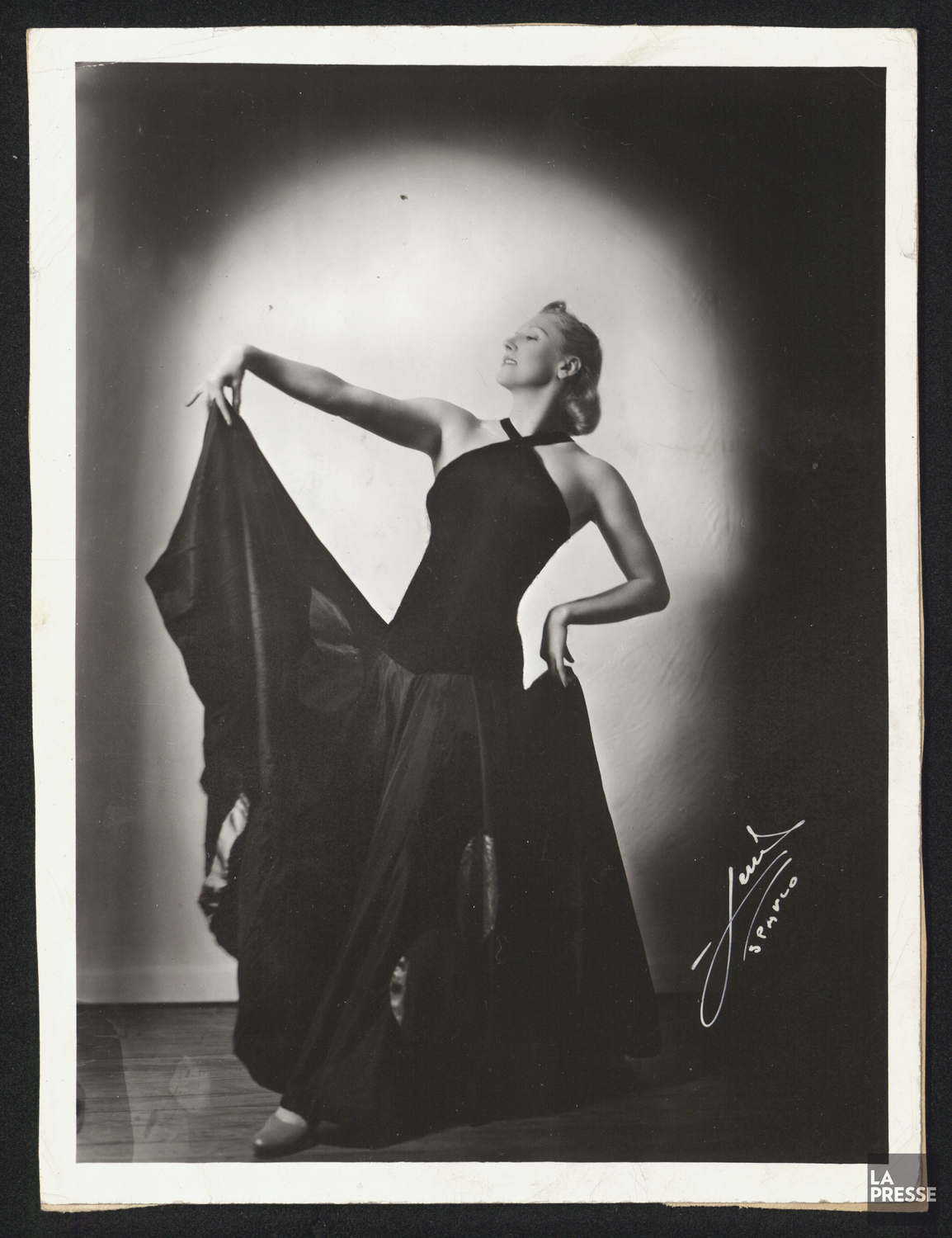
Ruth Sorel

Alice Ruth Elly Abramowitsch, Künstlername Ruth Sorel (* 18. Juni 1907 in Halle (Saale); † 1. April 1974 in Warschau) war eine deutsche Tänzerin, Choreografin und Repräsentantin des Modernen Tanzes.

## Leben
Der Vater Aron Abramowitz (1876–1944) war Kaufmann in Halle und wurde später Insasse des Ghettos Theresienstadt und Opfer des Holocaust. Die Mutter war nicht-jüdisch. Ruth Abramowitsch machte eine Tanzausbildung bei Mary Wigman und wurde 1926 Ensemble-Mitglied der Oper in Essen. Von dort ging sie 1927 als Primaballerina an die Städtische Oper Berlin. So tanzte sie in der Spielzeit 1931/32 an der Berliner Volksbühne in Choreografien von Lizzie Maudrik und Margherita Wallmann. Mit Georg Groke (1904–1999) bildete sie das Tanzpaar Groke-Abramowitsch.
Ruth und ihre Geschwister waren politisch links eingestellt und KPD-Mitglieder. Nach der Machtübergabe an die Nationalsozialisten in Deutschland kehrte sie 1933 von einem Auftritt in Polen nicht mehr zurück. Sie konnte dort arbeiten und ging mit ihrem Partner Groke auch auf Tournee nach Palästina und in die Vereinigten Staaten. Im Jahr 1940 musste sie gemeinsam mit ihrem Mann, dem polnischen Schriftsteller Michał Choromański über Italien, Frankreich und England nach Brasilien fliehen. Zwischen 1943 und 1957 konnte sie in Kanada unter dem Künstlernamen Ruth Sorel arbeiten. In Montreal gründete sie die Compagnie Les Ballets Ruth Sorel (auch unter dem Namen Ruth Sorel Modern Dance Group) und gehörte 1948 zu den Gründern des Canadian Ballet Festival. Mit dem Komponisten Pierre Brabant (* 1925) schuf sie 1949 in Montreal das Ballett La Gaspésienne, das 1950 auch in New York und Warschau gezeigt wurde.
Mitte der 1950er Jahre kehrte sie mit ihrem Mann, dem die Emigration die schriftstellerische Sprache verschlagen hatte, nach Polen zurück.
Dem Vater Aron Abramowitz ist in Halle ein Stolperstein gewidmet. Ein Verwandter ist der Berliner Fotograf Markus Hawlik-Abramowitz.